# Cladotanytarsus atridorsum
Cladotanytarsus atridorsum är en tvåvingeart som beskrevs av Jean-Jacques Kieffer 1924. Cladotanytarsus atridorsum ingår i släktet Cladotanytarsus och familjen fjädermyggor. Arten är reproducerande i Sverige. Inga underarter finns listade i Catalogue of Life.